# Cégep de Rivière-du-Loup
Pour les articles homonymes, voir Rivière du Loup.

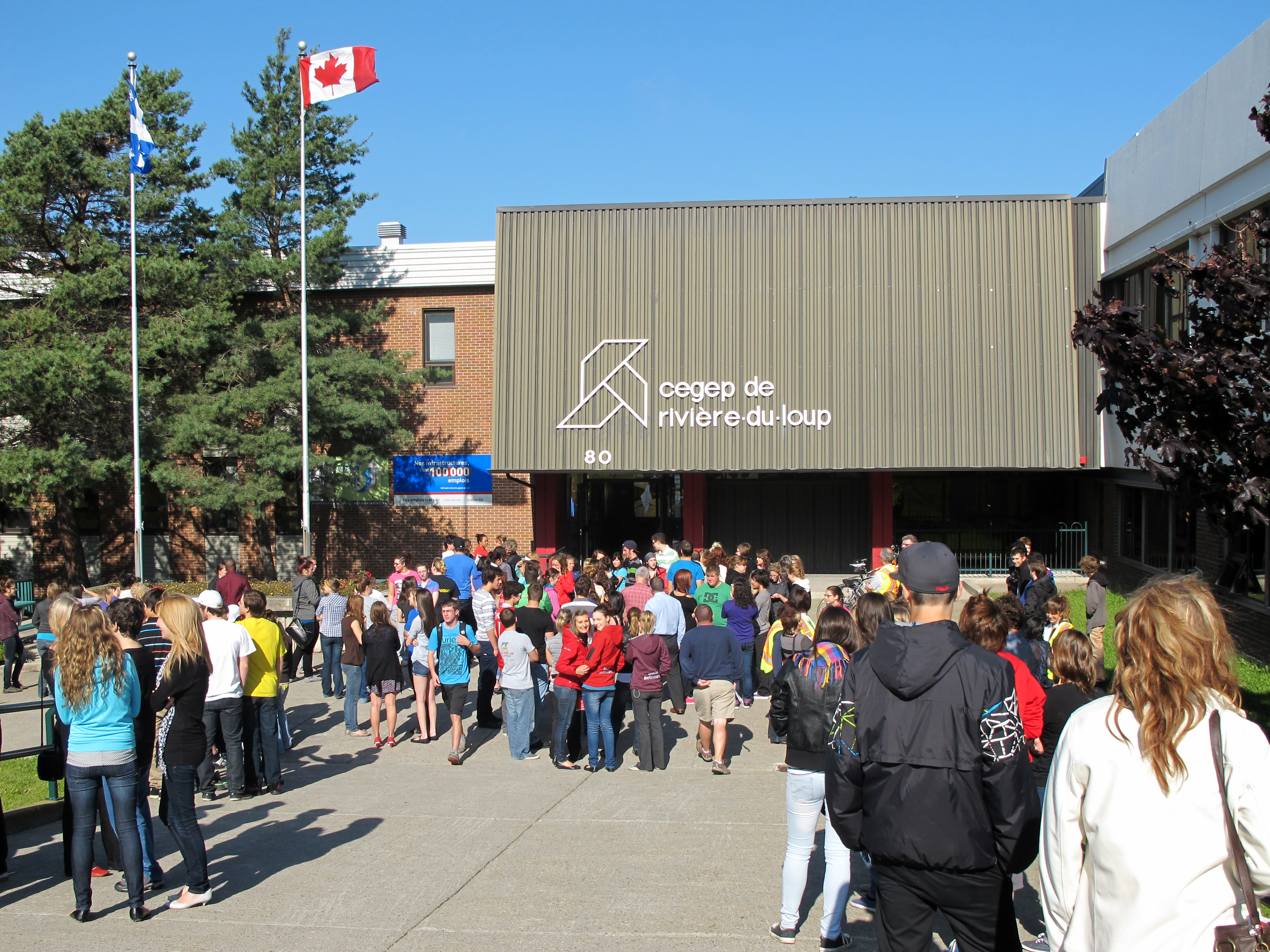
Entrée principale du Cégep de Rivière-du-Loup.

Le Cégep de Rivière-du-Loup est un établissement d'enseignement collégial qui a été créé en 1969 à Rivière-du-Loup au Québec (Canada).
L'établissement offre 25 programmes d'études, dont Intervention en loisirs, Électronique industrielle, Soins préhospitaliers d'urgence et Éducation à l'enfance. À l'intérieur de ces programmes menant au diplôme d'études collégiales, le cégep accueille environ 1100 élèves chaque année, dont 30 % au secteur préuniversitaire et 70 % au secteur technique. Son service de formation continue et son service aux entreprises rejoignent annuellement environ 1 000 personnes dans la région du Grand-Portage, au Québec.
L'établissement revendique près de 12 000 diplômés à ce jour[Quand ?].

## Programmes d'études

### Programmes préuniversitaires[1]
- Arts, lettres et communications
- Arts visuels
- Sciences de la nature
- Sciences humaines

### Programmes techniques[2]
- Graphisme
- Soins infirmiers
- Soins préhospitaliers d'urgence
- Technique de pharmacie
- Techniques d'administration et de gestion
- Techniques de design d'intérieur
- Techniques de gestion et d'intervention en loisir
- Techniques de l'informatique
- Techniques d'éducation à l'enfance
- Techniques d'inhalothérapie
- Technologie du génie électrique : automatisation et contrôle

### Formation continue
- Biométhanisation et compostage (AEC)
- Coopérant interculturel (AEC)
- École des métiers du cinéma et de la vidéo (AEC)
- Écoéducation par la nature (AEC)
- Facilitateur et facilitatrice en innovation (AEC)
- Initiation à la pédagogique musicale (certification collégiale)
- Techniques d'immobilisation en orthopédie (certification collégiale)

## Installations sur campus
- Résidence étudiante
  - Située dans le pavillon principal, la Résidence comporte 211 chambres (simples, doubles ou spécialement aménagées pour personnes à mobilité restreinte).
  - Chaque chambre est équipée d'une prise d'accès Internet, des services de câblodistribution, d'un téléphone, d'un lavabo et de meubles de base (lit, commode, table de travail) avec possibilité de louer un réfrigérateur. L'accueil et la sécurité sont assurés 24 heures et la Résidence bénéficie des services d'une travailleuse de corridor.
  - Des lieux communs sont accessibles aux résidents : salon de télévision, salle de jeu, buanderie, cuisines communautaires, casiers de rangement, cases postales, rangement pour vélo.
  - Possibilité d'un bail de 9 mois et demi.
- Centre culturel : une salle de spectacle de près de 1 000 sièges
- Piscine semi-olympique à huit corridors
- Centre sportif : gymnases, centre de conditionnement avec appareils de musculation et cardio, salles de danse, de combat et de racquetball
- Café étudiant Le Carrefour
- Bibliothèque, audiovidéothèque et parc informatique
- Centre de prêt de matériel photographique, audio et vidéo
- Garderie sous la supervision du Centre de la petite enfance de Rivière-du-Loup
- Coopsco pour l'achat de livres et matériel scolaire
- Magasin des arts pour l'achat de matériel au prix coûtant
- Nouveau locaux en techniques d'inhalothérapie [3]
- Simulateur de golf[4]
- Terrain de soccer à surface synthétique[5]
- Terrain extérieur de volleyball de plage[6]